# ビームライディング
ビームライディング誘導（英語: Beam riding guidance）は、目標に対してビームを照射し、そのビームに乗ってミサイルが目標に向かう誘導方式。外部の射撃指揮装置が目標を追尾する際の目視線を基準とする点では目視線指令誘導（CLOS）と類似するが、制御をミサイル自身が行なうという点で異なっている。
なお『防衛省規格』では「ビームライディング」と片仮名表記しているが、今度 1985では「指令乗り」、久野 1990では「ビーム乗り」と翻訳している。

## 基本原理
ビームライディング誘導を行う場合、指令点では単にレーダーまたはレーザーのビームによって目標を追尾・照射するだけで、ミサイルはこのビームに含まれる変調信号によって自らビームからの距離偏差（距離および上下左右の方向）を検知して、ビームの中心に接近するように飛翔する。外部の射撃指揮装置が目標を追尾する際の目視線を基準とする点では目視線指令誘導（CLOS）と同様で、飛翔経路も類似するが、制御をミサイル自身が行なうという点で異なっている。
ただし本方式では、ミサイルが目視線上にあるときもその機軸が目視線と一致せず、かなりの角度になるという欠点がある。このため飛翔経路は著しく湾曲していて、比例航法の場合のような線形理論を作ることはできない。ミサイルの旋回の加速度は目標との会合時に最大となることもあり、理想的な飛翔経路とはいえない。本方式は、CLOSとともに第1世代のミサイルの誘導方式として広く使用されたものの、他の指令誘導方式と比べてミサイルがやや高価なこともあって、時の流れとともに急速に主流の座を降りた。

## レーザーとレーダー
一般的に、指令誘導ではミサイル側に搭載する誘導機器は受信機を主とする比較的簡単なものでよいかわりに、地上誘導装置には追尾レーダーやレーザー目標指示装置、計算機などの大型の機材と複雑な演算処理を必要とするが、レーダーを使用するビームライディング誘導であれば、指令と目標追尾を1つのレーダーで兼用できるというメリットがあった。また1つのビームで複数のミサイルを誘導することもできた。
使用するレーダーがコニカル走査の場合、ミサイルの受信信号の振幅が、1走査のあいだ一定であれば、ミサイルはビームの中心にいることになる。もし振幅が一定でなければ、ミサイルは信号の振幅の少ない方向に機体を動かす。制御は角度のずれではなく、位置のずれに比例する。また使用するレーダーがモノパルスレーダーの場合には、上下左右のビームの振幅差で中心からのずれが分かり、機体を制御できる。
ただし、いずれの形式にしても、レーダーは基本的にビーム幅が広いため、ミサイルが発射点から離れていくのに従ってビーム中心の検出が難しくなり、命中精度が低下する。これに対し、レーザーであればビーム幅が狭いために精度が高くなり、例えば2キロ先でも10センチのオーダーで誘導できる。また、このときに使用するレーザーはミサイルに信号を与えるだけなので、出力が小さくてよく、従って、照射していることを相手に悟られずに誘導できる場合がある。これに対し、同じようにレーザービームを使用するセミアクティブ・レーザー・ホーミング（SALH）誘導では、反射波を得る必要があるために大出力レーザーを使う必要があり、相手は、照射されていることを容易に知ることができる。更にビームを絞り込む設計にすることで、超低出力信号の使用が可能である。